# Peter Reuter (Bibliothekar)
Peter Reuter (* 24. November 1959 in Duisburg) ist ein deutscher Bibliothekar. Seit 1997 leitet er die Universitätsbibliothek Gießen.

## Leben und Wirken
Peter Reuter studierte Philosophie, Germanistik und Soziologie. Nach seiner Magisterprüfung (1986) promovierte er 1988 an der Universität Bonn im Fach Philosophie. Im gleichen Jahr trat er als Bibliotheksreferendar an der Universitätsbibliothek Marburg in die Ausbildung für den höheren Bibliotheksdienst ein und legte die Fachprüfung hierfür 1990 an der Bibliotheksschule Frankfurt/M. ab. Seit 1990 ist er als wissenschaftlicher Bibliothekar an der Universitätsbibliothek Gießen tätig. Als Nachfolger von Heiner Schnelling übernahm er 1997 zunächst die kommissarische Leitung dieser Bibliothek und wurde 1999 zum Bibliotheksdirektor, 2002 zum Leitenden Bibliotheksdirektor ernannt. Reuter entwickelte die Bibliothek zu einem modernen einschichtigen Bibliothekssystem und betrieb die Planung für einen Neubau, der 2022 begonnen wurde.

## Veröffentlichungen (Auswahl)
- Kants Theorie der Reflexionsbegriffe. Eine Untersuchung zum Amphiboliekapitel der Kritik der reinen Vernunft (= Epistemata, Reihe Philosophie, Bd. 56). Königshausen & Neumann, Würzburg 1989, ISBN 978-3-88479-388-6 (Dissertation Universität Bonn).
- 10 Jahre Neubau der Universitätsbibliothek Gießen. In: ABI-Technik, Bd. 13 (1993), S. 267–276.
- Fernleihbestellungen von Zeitschriftenaufsätzen. Benutzererwartungen an Kosten, Erledigungsdauer und Qualität der kostenpflichtigen Dokumentlieferung; Bund-Länder-Initiative zur Beschleunigung der Literatur- und Informationsdienste, SUBITO (= DBI-Materialien, Bd. 151). Deutsches Bibliotheksinstitut, Berlin 1996, ISBN 3-87068-951-X.
- Ein Bibliothekssystem im Umbruch. Die Einführung der funktionalen Einschichtigkeit an der Justus-Liebig-Universität in Gießen. In: ABI-Technik, Bd. 23 (2003), S. 37–46.
- Universitätsbibliotheken im Wandel der Zeiten. In: Bernd Heidenreich (Hrsg.): Hessen. Kultur und Politik – die Bibliotheken (= Schriften zur politischen Landeskunde Hessens, Bd. 7). Kohlhammer, Stuttgart 2005, S. 226–252, ISBN 3-17-018613-2.
- Walter Benjamin in Gießen. Die Benjamin-Sammlung in der Universitätsbibliothek. In: Irmgard Hort/Peter Reuter (Hrsg.): Aus mageren und ertragreichen Jahren. Streifzug durch die Universitätsbibliothek Gießen und ihre Bestände (= Berichte und Arbeiten aus der Universitätsbibliothek und dem Universitätsarchiv Gießen, Bd. 58). Gießen 2007, S. 224–257, ISBN 3-9808042-7-5.
- Nur Buchtitel? Walter Benjamins Lichtenberg-Biografie. In: Dietmar Jaegle (Hrsg.): Zettelkästen. Maschinen der Phantasie. Deutsche Schillergesellschaft, Marbach am Neckar 2013, S. 17–27, ISBN 978-3-937384-83-2.
- V. O. Stomps und die "Streit-Zeit-Schrift". In: Sascha Feuchert (Hrsg.): "Pressköter und Tintenstrolche!" Literaturzeitschriften. Wallstein, Göttingen 2013, S. 73–80, ISBN 978-3-8353-1236-4.
- Raubgut. Ein dunkles Kapitel aus der 400jährigen Geschichte der UB Gießen. In: Ira Kasperowski (Hrsg.): NS-Raubgut in hessischen Bibliotheken (= Berichte und Arbeiten aus der Universitätsbibliothek und dem Universitätsarchiv Gießen, Bd. 62). Gießen 2014, S. 37–56, ISBN 978-3-944682-02-0
- Strategische Planung der funktionalen Einschichtigkeit. Das Konzept der Universitätsbibliothek Gießen. In: Konstanze Söllner/Wilfried Sühl-Strohmenger (Hrsg.): Handbuch Hochschulbibliothekssysteme. De Gruyter Saur, Berlin 2014, S. 290–298, ISBN 978-3-11-031010-8.
- Eine Bibliothek für das 21. Jahrhundert. Vorüberlegungen zum Neubau der Universitätsbibliothek Gießen. In: Gießener Universitätsblätter, Bd. 48 (2015), S. 39–49.
- Das Original und seine Transformation im digitalen Zeitalter. Überlegungen zum Potenzial literarischer Sammlungen an Universitätsbibliotheken. In: Irmgard Siebert (Hrsg.): Vom Sinn der Bibliotheken. Festschrift für Hans-Georg Nolte-Fischer, Harrassowitz, Wiesbaden 2017, S. 187–198, ISBN 3-447-10886-X.
- Victor Otto Stomps – Schriftsteller und Verleger. In: Marcel Baumgartner/Peter Reuter (Hrsg.): "Was wollen Sie in Paris?" Victor Otto Stomps und die Eremiten-Presse in Stierstadt (= Berichte und Arbeiten aus der Universitätsbibliothek und dem Universitätsarchiv Gießen, Bd. 64). Gießen 2021, S. 4–17, ISBN 978-3-944682-99-0.
- (Hrsg., mit Marcel Baumgartner): Victor Otto Stomps / Das Experiment in der Literatur. axel dielmann-Verlag, Frankfurt/M. 2021, ISBN 978-3-86638-305-0.
- Schulprogrammschriften und ihre Erschließung in Bibliotheken. In: Norman Ächtler (Hrsg.): Schulprogramme Höherer Lehranstalten. Interdisziplinäre Perspektiven auf eine wiederentdeckte bildungs- und kulturwissenschaftliche Quellengattung. Wehrhahn, Hannover 2021, S. 463–483, ISBN 978-3-86525-820-5.
- mit Andreas Brandtner: The library in a changing world of scientific communication. In: Science Communication  (= Handbook of communication science, Vol. 17), De Gruyter Mouton: Berlin 2020, S. 625–637.
- mit Michael Kost, Bastian Loibl, Matthias Stenke: #JLUoffline. Der Cyber-Angriff auf die Justus-Liebig-Universität Gießen im Dezember 2019. Verlauf, Krisenmanagement, Konsequenzen. In:  ABI Technik, 42 (2022), Heft 1, S. 43–54. doi:10.1515/abitech-2022-0005